# Metrorail Gauteng

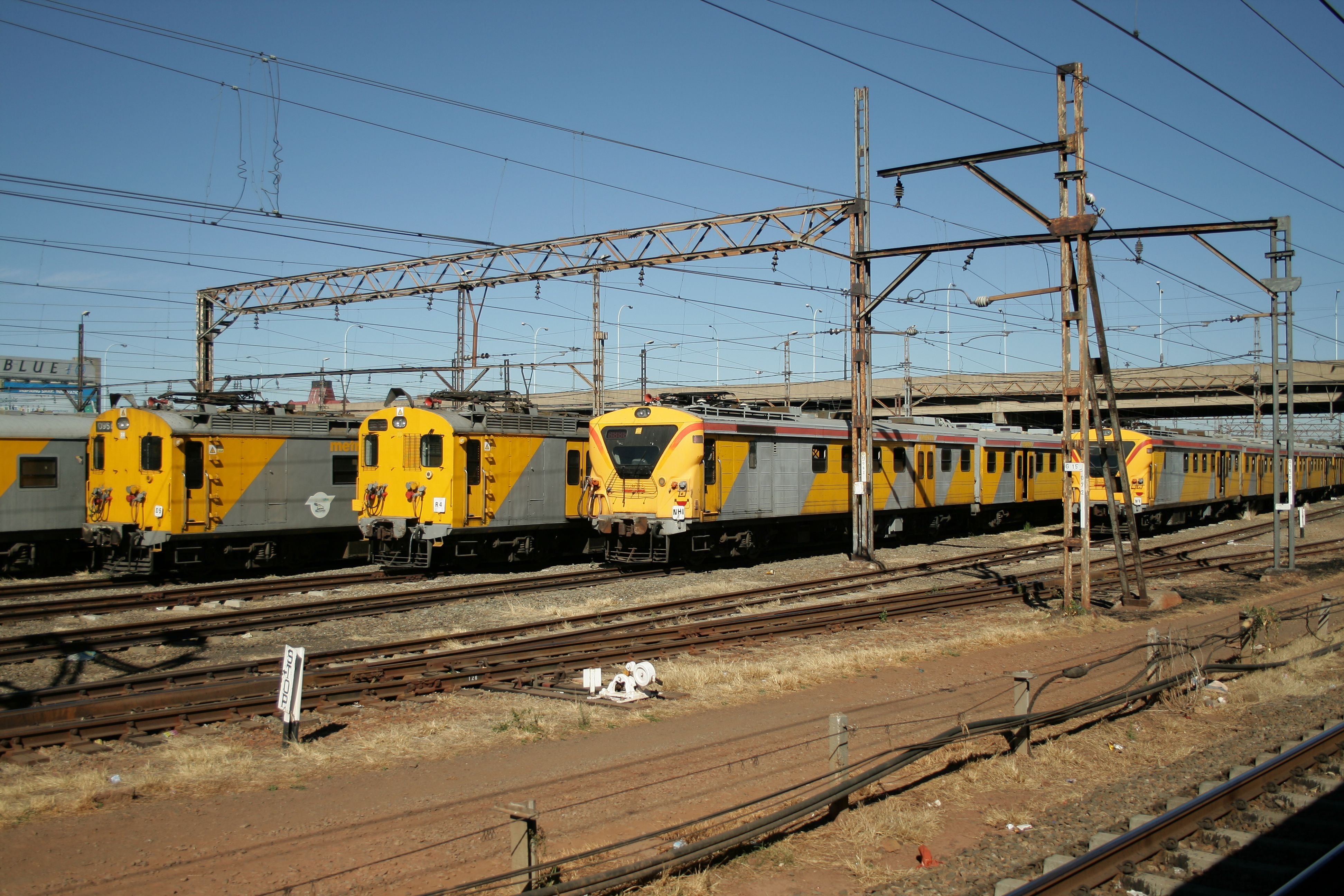

Metrorail Gauteng är ett antal pendeltågslinjer i provinsen Gauteng i Sydafrika. Pendeltågen trafikerar Johannesburg, Pretoria och dessa storstäders förorter. Trafiken sköts av Metrorail. 2010 beräknades passagerarantalet runt 260 miljoner resenärer.
De olika linjerna utgår från tre olika huvudstationer: Johannesburg Park Station, Germistons järnvägsstation och Pretorias centralstation.